# Paracercopis
Paracercopis is een geslacht van halfvleugeligen uit de familie schuimcicaden (Cercopidae). De wetenschappelijke naam van dit geslacht is voor het eerst geldig gepubliceerd in 1925 door Schmidt.

## Soorten
Het geslacht Paracercopis omvat de volgende soorten:
- Paracercopis darjilingii (Lallemand, 1924)
- Paracercopis fusca (Melichar, 1902)
- Paracercopis fuscipennis (Haupt, 1924)
- Paracercopis seminigra (Melichar, 1902)
- Paracercopis transversa Lallemand & Synave, 1955